# Clytie arenosana
Clytie arenosana là một loài bướm đêm trong họ Erebidae.